# Power Rangers Dino Force Brave
Power Rangers Dino Force Brave (tiếng Hàn: 파워레인저 다이노포스 브레이브; Romaja: Pawo Leinjeo Daino Poseu Beuleibeu) là một chương trình truyền hình tokusatsu Hàn Quốc sản xuất năm 2017 bởi Daewon Media, cùng một công ty mà phân phối các mùa phim Super Sentai ở Hàn Quốc theo logo Power Rangers mặc dù là không liên quan đến Saban Brands. Nó đóng vai trò như một phần tiếp theo của Super Sentai Series 2013: Zyuden Sentai Kyoryuger sau sự nổi tiếng thành công tại Hàn Quốc. Công ty Toei, chủ sở hữu ban đầu của Super Sentai Series cũng cộng tác trong bộ phim, với Kyoryuger giám đốc Koichi Sakamoto trả về chỉ đạo bộ phim. Chương trình sẽ bắt đầu phát sóng tại Hàn Quốc vào ngày 1 với hai tập một tuần trong hai tuần đầu tiên trước khi chuyển đến một tập phim một tuần bắt đầu từ ngày 15 tháng Tư Đa số các diễn viên chính bao gồm các nghệ sĩ K-pop.
Chương trình cũng dự kiến sẽ được chuyển thể bằng tiếng Nhật bởi Toei dưới nhãn Zyuden Sentai Kyoryuger Brave (獣電戦隊キョウリュウジャーブレイブJūden Sentai Kyōryūjā Bureibu ) .  Các phiên bản lồng tiếng Nhật sẽ được xem trực tiếp tại Bandai chính thức của kênh YouTube, cũng như thông qua các Toei tokusatsu Fanclub ở Nhật Bản bắt đầu từ ngày 14 tháng 4 năm 2017.

## Cốt truyện
Sau khi Power Rangers Dino Force (Kyoryugers) đã tiêu diệt quân Deboth. Một ngày nọ, một con tàu vũ trụ khổng lồ uỷ quyền của khủng long không gian tiếp cận Trái đất và công bố Quân đội Neo Deboth, ai muốn trả thù chống lại sức mạnh Dinos Trái Đất (Zyudenryu) và tìm "Sức mạnh của Dragon King" để chinh phục thế giới.
Cảm nhận được sự hiện diện của họ, linh hồn của Torin với Canderrilla và Luckyulo để tìm "Cường Long Giả" mới. Một đội quân Zorima xâm lược thành phố, buộc Kim Sechang và sĩ quan cảnh sát Jeon Hyeonjuntự bảo vệ chống lại họ. Trong quá trình chiến đấu, các Kwon Juyong tham gia và chiến đấu chống lại quân đội Zorima trong khi một con khủng long màu trắng kỳ lạ xuất hiện trên vai anh. Thấy Kang Dae Sung (Daigo Kiryu) hình ảnh 's trên Juyong, Torin ủy thác thanh niên với Gabugaburivolver và Dinocells (Zyudenchi).

## Nhân vật
Juyong Kwon - (tiếng Hàn: 권 주용; Romaja: Kwon JuYong )
Hyunjun Jeon - (tiếng Hàn: 전현준; Romaja: Jeon HyeonJun)
Sechang Kim - (tiếng Hàn: 김세창; Romaja: Kim Sechang)
Pureun Lee - (tiếng Hàn: 이 푸른; Romaja: Ee PuReun) 
Dohee Yun - (tiếng Hàn: 윤도희; Romaja: Yun DoHeui) 
Juhyeok Kwon - (tiếng Hàn: 권주혁; Romaja: Kwon Juhyeok)

## Tập phim
1. "The Birth of a New King!" (tiếng Hàn: 새로운 킹의 탄생!; Romaja: Saeroun King-ui Tansaeng!; Airdate: ngày 1 tháng 4 năm 2017)
  - Phụ đề tiếng Nhật: "He's Here! King the Child of the Dragon" (でたァーッ！竜の子キング Detā! Ryū no Ko Kingu?, Release date: ngày 14 tháng 4 năm 2017)
2. "Come on, New Warriors!" (tiếng Hàn: 모여라, 새로운 전사들이여!; Romaja: Moyeora, Saeroun Jeonsadeul-iyeo!; Airdate: ngày 1 tháng 4 năm 2017)
  - Phụ đề tiếng Nhật: "Gather! New Warriors" (集まれ！新たな戦士たち Atsumare! Arata na Senshi-tachi?, Release date: ngày 14 tháng 4 năm 2017)
3. "Gabugaburincho, We Are a Team!" (tiếng Hàn: 가브가브린초, 우리는 팀이다!; Romaja: Gabeugabeurincho, Urineun Tim-ida!; Airdate: ngày 8 tháng 4 năm 2017)
  - Phụ đề tiếng Nhật: "Gabugaburincho! All Gathered" (ガブガブリンチョ！全員集合 Gabugaburincho! Zen'in Shūgō?, Release date: ngày 21 tháng 4 năm 2017)
4. "Threat! Space Mercenary" (tiếng Hàn: 강적! 우주용병; Romaja: Gangjeok! Uju Yongbyeong; Airdate: ngày 8 tháng 4 năm 2017)
  - Phụ đề tiếng Nhật: "Too Strong! Space Mercenary" (強すぎだぜ！宇宙傭兵 Tsuyosugi da ze! Uchū Yōhei?, Release date: ngày 28 tháng 4 năm 2017)
5. "Counterattack! Win Any Wall!" (tiếng Hàn: 반격! 어떤 벽이든 이겨내라!; Romaja: Bangyeok! Eotteon Byeog-ideun Igyeonaela!; Airdate: ngày 15 tháng 4 năm 2017)
  - Phụ đề tiếng Nhật: "The Great Counterattack! I'll Win the Wall" (大反撃！壁は超えてやる Daihangeki! Kabe wa Koeteyaru?, Release date: ngày 5 tháng 5 năm 2017)
6. "Brother! Howling Crying Soul!" (tiếng Hàn: 형! 울부짖는 주용의 영혼!; Romaja: Hyeong! Ulbujijneun Juyong-ui Yeonghon!; Airdate: ngày 22 tháng 4 năm 2017)
  - Phụ đề tiếng Nhật: Brother! When Juyong Cries (兄さん！ジュヨンが叫ぶとき Niisan! Juyon ga Sakebu Toki?, Release date: ngày 12 tháng 5 năm 2017)
7. "Advent! The Commander of Neo Deboth!" (tiếng Hàn: 강림! 네오 데보스군의 총재!; Romaja: Ganglim! Neo Deboseugun-ui Chongjae!; Airdate: ngày 29 tháng 4 năm 2017)
  - Phụ đề tiếng Nhật: "Advent! I'm Deizarus" (降臨！我こそデイザルス Kōrin! Ware koso Deizarusu?, Release date: ngày 19 tháng 5 năm 2017)
8. "Revival! Gigabragigas!" (tiếng Hàn: 부활! 기가브라기가스!; Romaja: Buhwal! Gigabeulagigaseu!; Airdate: ngày 6 tháng 5 năm 2017)
  - Phụ đề tiếng Nhật: "The Great Revival! Gigabragigas" (大復活！ギガブラギガス Daifukkatsu! Gigaburagigasu?, Release date: ngày 26 tháng 5 năm 2017)
9. "I'll Show You! The Largest Combination of the Strongest!" (tiếng Hàn: 보여주마! 최강 최대의 합체!; Romaja: Boyeojuma! Choegang Choedaeui Habche!; Airdate: ngày 13 tháng 5 năm 2017)
  - Phụ đề tiếng Nhật: "I'll Show You! The Strongest and Largest Combination" (見せてやる！最強最大の合体 Miseteyaru! Saikyō Saidai no Gattai?, Release date: ngày 2 tháng 6 năm 2017)
10. "Farewell! Brave Gold Dino" (tiếng Hàn: 안녕! 브레이브 골드 다이노!; Romaja: An-nyeong! Beuleibeu Goldeu Daino!; Airdate: ngày 20 tháng 5 năm 2017)
  - Phụ đề tiếng Nhật: "Farewell! Brave Kyoryu Gold" (さらば！ブレイブキョウリュウゴールド Saraba! Bureibu Kyōryū Gōrudo?, Release date: ngày 9 tháng 6 năm 2017)
11. "Which One Is Real?! King of Dinosaurs" (tiếng Hàn: 진정한 용왕은 누구인가!; Romaja: Jinjeonghan Yong-Wang-Eun Nugu-Inga!; Airdate: ngày 27 tháng 5 năm 2017)
  - Phụ đề tiếng Nhật: "Who Is the Real One?! Dragon King" (本物は誰だ?!竜の王 Honmono wa Dare da?! Ryū no Ō?, Release date: ngày 16 tháng 6 năm 2017)
12. "Forever! Power Rangers Dino Force Brave" (tiếng Hàn: 영원하라! 다이노포스 브레이브!; Romaja: Yeong-Wonhala! Dainoposeu Beuleibeu!; Airdate: ngày 3 tháng 6 năm 2017)
  - Phụ đề tiếng Nhật: "Forever! Kyoryuger Brave" (永遠に！キョウリュウジャーブレイブ Eien ni! Kyōryūjā Bureibu?, Release date: ngày 23 tháng 6 năm 2017)

## Diễn viên

### Diễn viên Hàn Quốc
- Kim Se-yong (MYNAME): Kwon Juyong
- Hong Sung-ho (Apeace): Jeon Hyeonjun
- Oh Se-hyeon (Apeace): Kim Sechang
- Injun (DGNA): Lee Pureun
- Lee Yu-jin: Yun Dohee
- Lee Se-young (Cross Gene): Juhyeok
- Song Joon-seok: Torin (Giọng nói)
- Kim Do-young: Canderrilla (Giọng nói)
- Chae Min-ji: Luckyuro (Giọng nói)
- Min Eung-shik: Deizarus (Giọng nói)
- Lee Hyun: Raimein (Giọng nói)
- Lee Jang-won: Homuras (Giọng nói)
- Kim Tae-hoon: Wahab (Giọng nói)
- Hwang Chang-yeong: Tsuraira (Giọng nói) và Jo Haneul (Giọng nói)
- Yi Ki-sung: Arash (Giọng nói)
- Kim Min-joo: Jinarik (Giọng nói)
- Jang Mi: Shark Ranger/Zyuoh Shark (Giọng nói)
- Kwon Chang-wook: Lion Ranger/Zyuoh Lion (Giọng nói)
- Jeong Ju-won: Elephant Ranger/Zyuoh Elephant (Giọng nói)
- Seo Yu-ri: Tiger Ranger/Zyuoh Tiger (Giọng nói)
- Yoo Hae-moo: Người dẫn chuyện Brave Dino Force Ranger

### Diễn viên lồng tiếng Nhật Bản
- Masaki Nakao (中尾 暢樹 Nakao Masaki): Jo Haneul (Yamato Kazakiri (風切 大和 Kazakiri Yamato) trong Zyuden Sentai Kyoryuger Brave)
- Kwon Juyong (クォン・ジュヨン Kwon Juyon): Yūtarō Honjō (本城 雄太郎 Honjō Yūtarō)
- Jeon Hyeonjun (チョン・ヒュンジュン Chon Hyunjun): Yamato Kinjo (金城 大和 Kinjō Yamato)
- Kim Sechang (キム・セチャン Kimu Sechan): Yasunao Sakai (坂井 易直 Sakai Yasunao)
- Lee Pureun (イ・プルン I Purun): Daiki Kobayashi (小林 大紀 Kobayashi Daiki)
- Yun Dohee (ユン・ドヒ Yun Dohi): Kanae Oki (沖 佳苗 Oki Kanae)
- Juhyeok (ジュヒョク Juhyoku) Shouma Yamamoto (山本 匠馬 Yamamoto Shōma)
- Torin (トリン): Toshiyuki Morikawa (森川 智之 Morikawa Toshiyuki)
- Canderrilla (キャンデリラ Kyanderira): Haruka Tomatsu (戸松 遥 Tomatsu Haruka)
- Luckyuro (ラッキューロ Rakkyūro): Ai Orikasa (折笠 愛 Orikasa Ai)
- Deizarus (デイザルス Deizarusu): Kenyu Horiuchi (堀内 賢雄 Horiuchi Ken'yū)
- Raimein (ライメイン): Daichi Hayashi (林 大地 Hayashi Daichi)
- Homuras (ホムラス Homurasu): Tetsu Inada (稲田 徹 Inada Tetsu)
- Wahab (ウェイハブ Weihabu): Soichi Abe (あべ そういち Abe Sōichi)
- Tsuraira (ツライラ): Kazuki Watanabe (渡辺 和貴 Watanabe Kazuki)
- Arash (アラッシュ Arasshu): Daigo Fujimaki (藤巻 大悟 Fujimaki Daigo)
- Jinarik (ジナリック Jinarikku): Syuichi Nishitani (西谷 修一 Nishitani Shūichi)
- Người dẫn chuyện: Shigeru Chiba (千葉 繁 Chiba Shigeru)

### Diễn viên khách mời (Nhật Bản)
- Kazakiri Yamato (風切 大和 Kazakiri Yamato?): Masaki Nakao (中尾 暢樹, Nakao Masaki)
- Sela (セラ?): Miki Yanagi (柳 美稀, Yanagi Miki)
- Leo (レオ Reo?): Shohei Nanba (南羽 翔平, Nanba Shōhei)
- Tusk (タスク Tasuku?): Tsurugi Watanabe (渡邉 剣, Watanabe Tsurugi)
- Amu (アム?): Haruka Tateishi (立石 晴香, Tateishi Haruka)

## Bài hát

### Nhạc mở đầu
- "Dino Force Brave" (tiếng Hàn: 다이노포스 브레이브; Romaja: Daino Poseu Beuleibeu)[6][7]
  - Lời bài hát: Yeo Hee
  - Sáng tác: Yohei Onishi (大西 洋平 Ōnishi Yōhei?)
  - Biên tập: Takeharu Nakahata (中畑 丈治 Nakahata Takeharu?) (Project.R)
  - Trình bày: Brave Red Dino (Kim Se-yong)

### Nhạc kết
- "Dino Force Brave" (tiếng Hàn: 다이노포스 브레이브; Romaja: Daino Poseu Beuleibeu)[6][7]
  - Lời bài hát: Yeo Hee
  - Sáng tác: Yohei Onishi (大西 洋平 Ōnishi Yōhei?)
  - Biên tập: Takeharu Nakahata (中畑 丈治 Nakahata Takeharu?) (Project.R)
  - Trình bày: Brave Red Dino (Kim Se-yong)